# Józef Baran

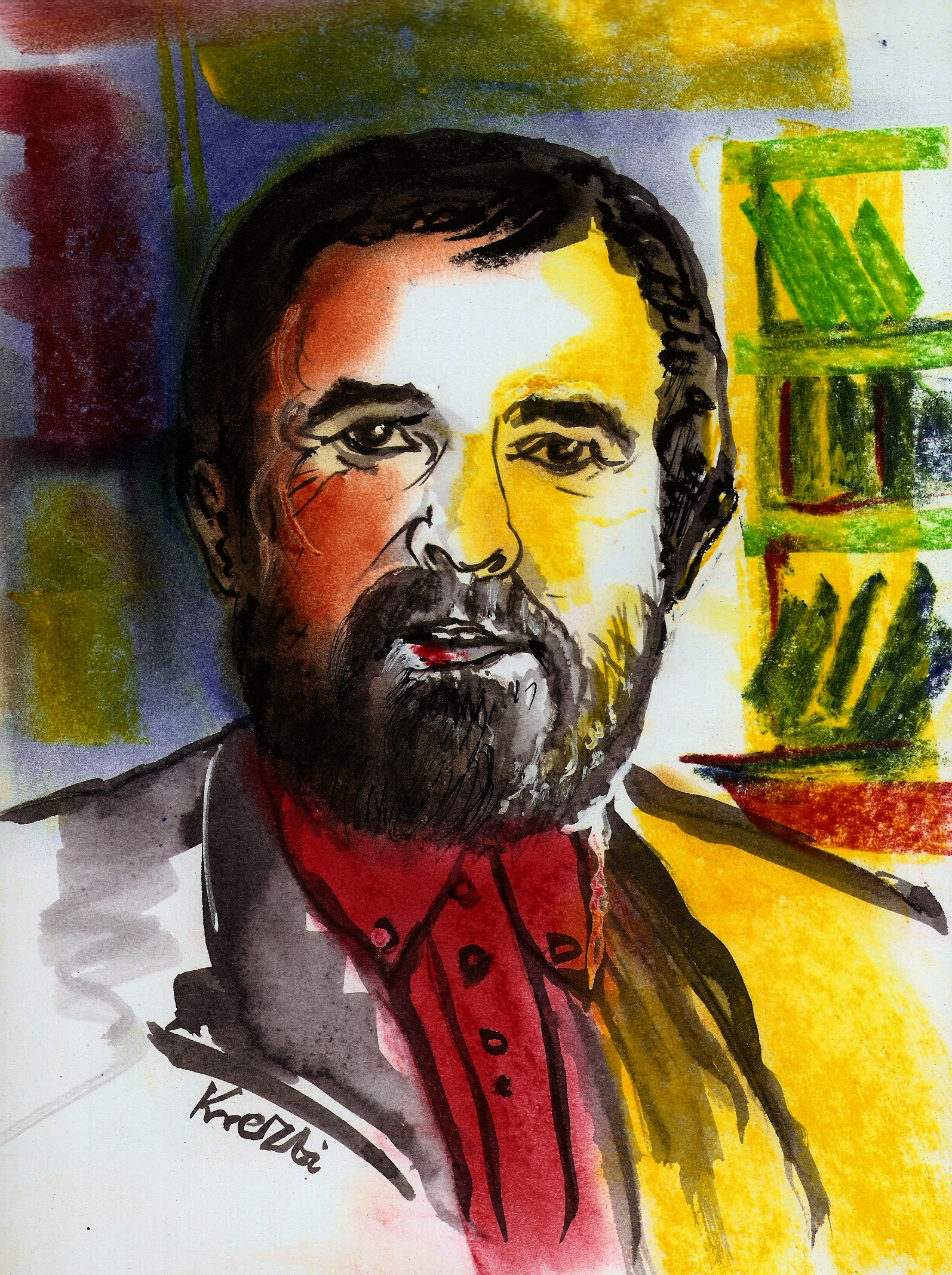
Chân dung Józef Baran (tranh vẽ của Zbigniew Kresowaty)

Józef Baran (sinh ngày 17 tháng 1 năm 1947 tại Borzęcin là một nhà thơ người Ba Lan, sống ở Kraków.

## Tiểu sử
Baran tốt nghiệp tại trung tâm kỹ thuật Wałbrzych và nhận bằng triết học Ba Lan tại Đại học Sư phạm Kraków. Năm 1969, Baran ra tác phẩm đầu tay trong cuốn niên giám hàng tuần "Życie Literackie". Artur Sandauer ca ngợi thơ Baran đạt đến mức mà "ý thơ đi sâu vào trái tim của con người". Từ năm 1975, ông là biên tập viên chính của tạp chí "Wieści", sau đó là tạp chí Dziennik Polski Kraców. Những tác phẩm của ông là viên gạch sáng giá xây dựng nên nền văn học Ba Lan. Các bài thơ được xuất bản trong nhiều tuyển tập quốc tế. Baran có nhiều tác phẩm thơ phổ nhạc, các nghệ sĩ tham gia gồm Stare Dobre Małżeństwo, Elżbieta Adamiak, Hanna Banaszak, Krzysztof Myszkowski và Andrzej Zarycki. Nhiều tác phẩm còn được dịch sang tiếng Anh, tiếng Hebrew, tiếng Đức, tiếng Séc, tiếng Nga, tiếng Tây Ban Nha và tiếng Thụy Điển.

## Tác phẩm

### Sách
- "Nasze najszczersze rozmowy": Thơ – Kraków, Wydawnictwo Literackie, 1974
- "Dopóki jeszcze": Thơ – Warsaw, Ludowa Spółdzielnia Wydawnicza, 1976
- "Na tyłach świata": Thơ – Kraków, Wydawnictwo Literackie, 1977
- "W błysku zapałki": Thơ – Warsaw, Ludowa Spółdzielnia Wydawnicza, 1979
- "Wiersze wybrane" – Warsaw, Ludowa Spółdzielnia Wydawnicza, 1984
- "Pędy i pęta": Thơ – Kraków, Wydawnictwo Literackie, 1984
- "Autor! Autor!: rozmowy z ludźmi pióra i palety." – Warsaw, Ludowa Spółdzielnia Wydawnicza, 1986
- "Skarga": Thơ – Szczecin, "Glob", 1988
- "Czułość": Thơ – Kraków, Miniatura, 1988, 1989
- "Wiersze wybrane" – Kraków, "Miniatura", 1990
- "Śnił mi się Artur Sandauer" – Kraków, Centrum Kultury Żydowskiej Na Kazimierzu, Hereditas Polono – Judaica, 1992
- "Pacierz Szwejka": Thơ – Kraków, "Miniatura", 1992
- "Mała kosmogonia": Thơ – Kraków, "Miniatura", 1994
- "115 wierszy" (115 bài thơ năm 1985–1993) – Tarnów, "Comdruk", 1994
- "Zielnik miłosny": Thơ – Oficyna Konfraterni Poetów, Kraków – Jawor (1995)
- "Zielnik miłosny": Thơ – wyd. II, Konfraterania Poetów (1996)
- "Epifania słoneczna": Thơ – Poznań, Arka, 1997
- "Majowe zaklęcie": Thơ – Kraków, Wydawnictwo Baran i Suszczyński, 1997
- "Pod zielonym drzewem życia": Thơ – seria Poeci Krakowa, Kraków, Śródmiejski Ośrodek Kultury w Krakowie, 2000
- "Dolina ludzi spokojnych" (fotografie – Jakub Ciećkiewicz) – Tarnów, Biblos, 2001
- "Dom z otwartymi ścianami" – Warszawa, Nowy Świat, 2001
- "Najdłuższa podróż" – Warsaw, Nowy świat, 2002
- "Spotkanie – Begegnung" – Kraków, Oficyna Konfraterni Poetów – 2003 (przekład na niemiecki Henryk Bereska)
- "A wody płyną i płyną" – Toruń, Wyd. Adam Marszałek, 2004
- "Koncert dla nosorożca – dziennik poety z przełomu wieków" – Poznań, Zysk i S-ka, 2005
- "Zielnik miłosny i inne liryki" – Poznań, Zysk i S-ka, 2005
- "Tragarze wyobraźni" – Rzeszów, Podkarpacki Instytut Książki i Marketingu, 2006
- "Taniec z ziemia" – Poznań, Zysk i S-ka, 2006
- "Rondo. Wiersze z lat 2006–2009" – Poznań, Zysk i S-ka, 2009
- "Podróże z tej i nie z tej ziemi" – migawki z sześciu kontynentów: Europy, obu Ameryk, Australii, Azji i Afryki – Poznań, Zysk i S-ka, 2010
- "Borzęcin. Poezja i proza Józefa Barana" – Gminna Biblioteka Publiczna w Borzęcinie, 2014[4]

### Sách bằng các ngôn ngữ khác
- Tiếng Anh: "Hymn poranny", Nhà xuất bản Luân Đôn (Br@ndBook), 2006
- Tiếng Anh: Józef Baran "Tylko aż – Only So much", Podkarpacki Instytut Książki i Marketingu, Rzeszow 2007. Bản dịch: Ewa Hryniewicz-Yarbrough
- Tiếng Anh: Józef Baran - "W Błysku - In a Flash", Cross – Cultural Communications, Wydawnictwo Baran i Suszczyński, New York /Kraków 2000. Bản dịch: Aniela i Jerzy Gregorek
- Tiếng Anh: Józef Baran - "Lời thú nhận muộn màng" - tập thơ sai lầm, nhà biên tập tạp chí Richard, Chattanooga, Tennessee, 1977, Bản dic Jerzy Gregorek
- Tây Ban Nha: Józef Baran - "Casa de parades abiertas", Antologia poetica (1974
- Tiếng Nga: "Pochwała zabwienia", Józef Baran, Wyd. Wahazar, Moscow 1996, bản dịch: Andriej Bazilewskij
- Tiếng Đức: Józef Baran "Spotkanie - Begegnung" - Oficyna Konfraterni Poetów, Kraków 2003, bản dịch: Henryk Bereska

### Bài hát
- "Najlepsze lata - Atlantyda" (phổ nhạc Elżbieta Adamiak)
- "Prośba o nadzieję" (phổ nhạc Elżbieta Adamiak)
- "Szara piosenka" (phổ nhạc Elżbieta Adamiak)
- "Ballada majowa" (phổ nhạc Krzysztof Myszkowski)
- "Ballada o arenie cyrkowej" (phổ nhạc Krzysztof Myszkowski)
- "Niepokój" (phổ nhạc Krzysztof Myszkowski)
- "Spóźnione wyznanie" (phổ nhạc Roman Ziobro)
- "Ballada z gór" (phổ nhạc Krzysztof Myszkowski)
- "Ballada o poecie" (phổ nhạc Krzysztof Myszkowski)
- "Zwózka nieba" (phổ nhạc Krzysztof Myszkowski)
- "Pr Dixyla się ku jesieni ziemia" (phổ nhạc Krzysztof Myszkowski)
- "Zapomniany grajek" (phổ nhạc Krzysztof Myszkowski)
- "Szara ballada" (phổ nhạc Krzysztof Myszkowski)
- "Ballada o dwóch braciach" (phổ nhạc Mirosław Czyżykiewicz)
- "Ballada na urodziny" (phổ nhạc Krzysztof Myszkowski)
- "Ballada powojowa" (phổ nhạc Krzysztof Myszkowski)
- "Piosenka o nadziei" (phổ nhạc Krzysztof Myszkowski)
- "Pastorałka bezdrożna" (phổ nhạc Krzysztof Myszkowski)
- "Marcowy swing" (phổ nhạc Ryszard arowski)
- "Piosenka zauroczonego" (phổ nhạc Krzysztof Myszkowski)
- "Ballada o listopadzie" (phổ nhạc Krzysztof Myszkowski)
- "Piosenka dla tych, którzy się rozstają" (phổ nhạc Arkadiusz Zawiliński)
- "Piwnicę Pod Baranami" (tiếng Ba Lan, phổ nhạc Dieter Kalka)